# Sebastian Eisenlauer
Sebastian Eisenlauer (* 13. März 1990 in Sonthofen) ist ein ehemaliger deutscher Skilangläufer.
Sebastian Eisenlauer ist Sportsoldat bei der Bundeswehr und startet für den SC 1909 Sonthofen. 2005 bestritt er seine ersten internationalen Junioren- 2006 seine ersten FIS-Rennen, 2007 die ersten Rennen im Alpencup. In Jaca gewann er beim European Youth Olympic Festival 2007 die Goldmedaille über 7,5 Kilometer Klassisch. Nach den Teilnahmen an den Junioren-Weltmeisterschaften 2009 und 2010 mit guten Resultaten, gewann er bei den Deutschen Meisterschaften über 10 Kilometer Klassisch hinter Benjamin Seifert den Vizemeistertitel. Im Dezember 2010 folgte in Düsseldorf der erste Einsatz in einem Skilanglauf-Weltcup-Rennen, bei dem er als 47. in der Qualifikation ausschied. Wenige Tage später gewann Eisenlauer in Alta Badia mit einem Massenstartrennen sein erstes Rennen im Alpencup. Der Januar 2011 brachte mit einem 15. Rang im Freistil-Sprint von Liberec das erste Weltcup-Resultat in den Punkterängen. Mit Josef Wenzl wurde er zudem Achter im Teamsprint. Zwei Jahre später verbesserte er seine Bestleistung im Sprint an selber Stelle auf den 13. Platz, im Teamsprint wurde ein im Januar 2014 erreichter sechster Rang in Nové Město na Moravě erneut an der Seite von Josef Wenzl zum besten Ergebnis bislang. 2012 wurde Eisenlauer hinter Hannes Dotzler in Oberwiesenthal Deutscher Vizemeister im Sprint. Bei den Nordischen Skiweltmeisterschaften 2013 verpasste er im Klassik-Sprint als 43. der Qualifikation die Finalläufe der besten 30. Im März 2012 siegte er bei den Deutschen Meisterschaften zusammen mit Hannes Dotzler im Teamsprint. 2013 gewann er erneut diesmal mit Samson Schairer bei den Deutschen Meisterschaften den Titel im Teamsprint. Bei seiner ersten Olympiateilnahme 2014 in Sotschi erreichte er den 35. Platz im Sprint. Nach der Saison 2020/21 beendete er seine Karriere.

## Teilnahmen an Weltmeisterschaften und Olympischen Winterspielen

### Olympische Spiele
- 2014 Sotschi: 35. Platz Sprint Freistil
- 2018 Pyeongchang: 10. Platz Teamsprint Freistil, 28. Platz Sprint klassisch, 32. Platz 15 km Freistil

### Nordische Skiweltmeisterschaften
- 2013 Val di Fiemme: 43. Platz Sprint klassisch
- 2015 Falun: 23. Platz Sprint klassisch, 41. Platz 50 km klassisch Massenstart, 50. Platz 15 km Freistil
- 2017 Lahti: 7. Platz Teamsprint klassisch, 20. Platz Sprint Freistil
- 2019 Seefeld in Tirol: 6. Platz Staffel, 14. Platz Teamsprint klassisch, 15. Platz 15 km klassisch, 42. Platz Sprint Freistil
- 2021 Oberstdorf: 12. Platz Teamsprint Freistil, 37. Platz Sprint klassisch

## Platzierungen im Weltcup

### Weltcup-Statistik
Die Tabelle zeigt die erreichten Platzierungen im Einzelnen.
- 1.–3. Platz: Anzahl der Podiumsplatzierungen
- Top 10: Anzahl der Platzierungen unter den ersten zehn
- Punkteränge: Anzahl der Platzierungen innerhalb der Punkteränge
- Starts: Anzahl gelaufener Rennen in der jeweiligen Disziplin
- Hinweis: Bei den Distanzrennen erfolgt die Einordnung gemäß FIS.

| Platzierung               | Distanzrennen a | Distanzrennen a | Distanzrennen a | Distanzrennen a | Distanzrennen a | Skiathlon Verfolgung | Sprint | Etappen- rennen b | Gesamt | Team c | Team c  |
| Platzierung               | ≤ 5 km          | ≤ 10 km         | ≤ 15 km         | ≤ 30 km         | > 30 km         | Skiathlon Verfolgung | Sprint | Etappen- rennen b | Gesamt | Sprint | Staffel |
| ------------------------- | --------------- | --------------- | --------------- | --------------- | --------------- | -------------------- | ------ | ----------------- | ------ | ------ | ------- |
| 1. Platz                  |                 |                 |                 |                 |                 |                      |        |                   |        |        |         |
| 2. Platz                  |                 |                 |                 |                 |                 |                      |        |                   |        |        |         |
| 3. Platz                  |                 |                 |                 |                 |                 |                      |        |                   |        |        |         |
| Top 10                    |                 |                 |                 |                 |                 |                      | 5      |                   | 5      | 8      | 2       |
| Punkteränge               |                 | 2               | 11              |                 |                 | 1                    | 33     | 1                 | 48     | 15     | 3       |
| Starts                    | 4               | 5               | 29              | 2               |                 | 19                   | 72     | 8                 | 139    | 15     | 3       |
| Stand: Saisonende 2020/21 |                 |                 |                 |                 |                 |                      |        |                   |        |        |         |

### Weltcup-Gesamtplatzierungen
| Saison  | Gesamt | Gesamt | Distanz | Distanz | Sprint | Sprint |
| Saison  | Punkte | Platz  | Punkte  | Platz   | Punkte | Platz  |
| ------- | ------ | ------ | ------- | ------- | ------ | ------ |
| 2010/11 | 29     | 109.   | -       | -       | 29     | 62.    |
| 2011/12 | 12     | 137.   | -       | -       | 12     | 82.    |
| 2012/13 | 30     | 106.   | -       | -       | 30     | 56.    |
| 2013/14 | 104    | 58.    | -       | -       | 104    | 22.    |
| 2014/15 | 31     | 107.   | -       | -       | 31     | 53.    |
| 2015/16 | 219    | 34.    | 39      | 51.     | 180    | 14.    |
| 2016/17 | 24     | 108.   | -       | -       | 24     | 55.    |
| 2017/18 | 56     | 79.    | 25      | 69.     | 31     | 47.    |
| 2018/19 | 26     | 102.   | 11      | 85.     | 15     | 63.    |
| 2019/20 | 68     | 69.    | 20      | 61.     | 24     | 59.    |
| 2020/21 | 22     | 89.    | 2       | 91.     | 20     | 53.    |